# Iglas
Iglas là một thị xã và là một nagar panchayat của quận Aligarh thuộc bang Uttar Pradesh, Ấn Độ.

## Địa lý
Iglas có vị trí 27°43′B 77°56′Đ / 27,72°B 77,93°Đ Nó có độ cao trung bình là 178 mét (583 feet).

## Nhân khẩu
Theo điều tra dân số năm 2001 của Ấn Độ, Iglas có dân số 11.861 người. Phái nam chiếm 53% tổng số dân và phái nữ chiếm 47%. Iglas có tỷ lệ 65% biết đọc biết viết, cao hơn tỷ lệ trung bình toàn quốc là 59,5%: tỷ lệ cho phái nam là 73%, và tỷ lệ cho phái nữ là 57%. Tại Iglas, 17% dân số nhỏ hơn 6 tuổi.